# Vievis
Vievis est une ville de Lituanie ayant en 2005 une population d'environ 5 000 habitants.

## Histoire
C'est près de cette ville qu'ont eu lieu fin avril 1919 les premiers affrontements entre soldats polonais et lituaniens, dans le cadre de la guerre soviéto-polonaise (1919-1921). C'est le point de départ de la guerre polono-lituanienne.
Au cours de la Seconde Guerre mondiale, en septembre 1941, les habitants juifs sont assassinés lors d'exécutions de masse perpétrées par un einsatzgruppen de policiers lituaniens.
Les juifs des villages voisins de Semeliškės et Žasliai sont également tués dans ce massacre qui fait 962 victimes.